# トム・デブロック
トム・ロビン・デブロック（Tom Robin de Blok、1996年5月8日 - ）は、オランダ出身の野球選手（投手）。右投右打。ホーフトクラッセのキュラソー・ネプテューヌス所属。

## 経歴

### シアトル・マリナーズ傘下
2013年8月26日、17歳でシアトル・マリナーズとマイナー契約を結ぶ。しかし、1年目のスプリングトレーニングの2014年4月17日、契約を解除し、試合に出場することなく退団。

### HCAW
2014年オランダのトップ野球リーグであるホーフトクラッセのチームであるHCAWに入団。17試合に出場して防御率3.20 を記録。

### アムステルダム・パイレーツ
翌シーズン、アムステルダム・パイレーツに加入し、20試合で4勝0敗、防御率1.54 を記録しする。シーズン終了後、日本プロ野球の東北楽天ゴールデンイーグルスからトライアウトのオファーを受ける。入団には至らず、翌シーズンもアムステルダム・パイレーツでプレーし、5勝0敗、防御率0.88、41.0イニングで 43奪三振の好成績を残す。

### デトロイト・タイガース傘下
2017年4月10日にデトロイト・タイガースと4年間のマイナー契約を結ぶ。3.2イニングを無得点で投球し、シングルAウェストミシガンホワイトキャップスに昇格し、4勝2敗、防御率2.87を記録し、82イニングで1.02 WHIPを記録する。
2019年をレイクランドで過ごし、21試合で2勝13敗、防御率4.04を記録。
2020年、COVID-19のパンデミックによりマイナーリーグシーズンが休止。タイガース傘下の試合に出場せず、11月2日、フリーエージェントとなる。

### アムステルダム・パイレーツ復帰
2020年、アムステルダム・パイレーツに復帰。
2021年5月14日、ホーフトクラッセ史上4回目の完全試合を達成した。

### プエブラ・パロッツ
2021年6月7日、メキシカンリーグのプエブラ・パロッツと契約。1試合に先発するも右肘を痛め7月8日に退団。右肘の手術のため2022年は全休となった。

### キュラソー・ネプテューヌス
2023年、ホーフトクラッセのキュラソー・ネプテューヌス所属となる。2大会連続で2023 ワールド・ベースボール・クラシック・オランダ代表に選出される。2023年WBCのオープニングゲームであるキューバ戦に先発。3イニング2奪三振1失点と好投した。

## 選手としての特徴
150キロ前半のストレート。スライダー、チェンジアップが持ち球。

## 詳細情報

### WBCでの投手成績
| 年 度 | 代 表    | 登 板 | 先 発 | 勝 利 | 敗 戦 | セ ｜ ブ | 打 者 | 投 球 回 | 被 安 打 | 被 本 塁 打 | 与 四 球 | 敬 遠 | 与 死 球 | 奪 三 振 | 暴 投 | ボ ｜ ク | 失 点 | 自 責 点 | 防 御 率 |
| ----- | -------- | ----- | ----- | ----- | ----- | -------- | ----- | -------- | -------- | ----------- | -------- | ----- | -------- | -------- | ----- | -------- | ----- | -------- | -------- |
| 2017  | オランダ | 2     | 0     | 0     | 0     | 0        | 6     | 2.0      | 1        | 0           | 0        | 0     | 0        | 2        | 0     | 0        | 0     | 0        | 0.00     |
| 2023  | オランダ | 1     | 1     | 0     | 0     | 0        | 13    | 3.0      | 1        | 0           | 4        | 0     | 0        | 2        | 0     | 0        | 1     | 1        | 3.00     |

### 代表歴
- 2017 ワールド・ベースボール・クラシック・オランダ代表
- 2023 ワールド・ベースボール・クラシック・オランダ代表
- カーネクスト 侍ジャパンシリーズ2024 欧州代表